# Patong

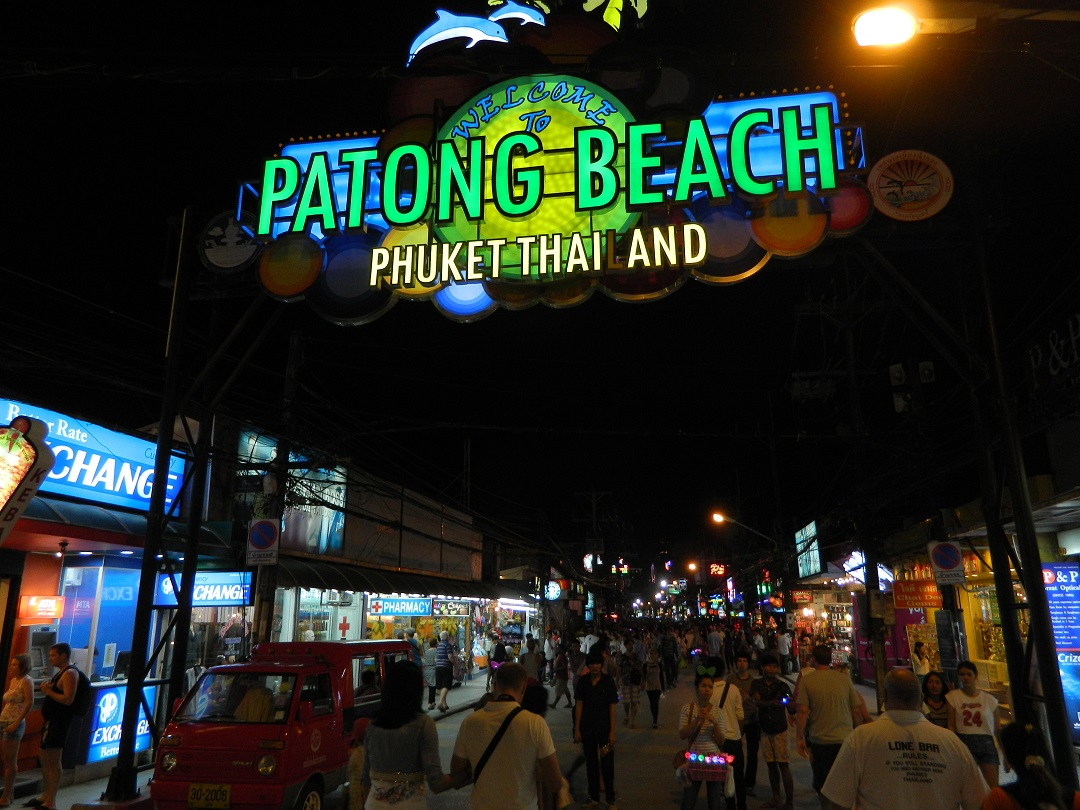
Bangla Road, rue piétonne de Patong Beach, en 2013.

Patong (en thaï : ป่าตอง RTGS : Pa Tong, prononcé [pàː tɔ̄ːŋ]) fait référence à la plage et à la ville de la côte ouest de Phuket. C'est la principale station touristique de l'île de Phuket et le centre de la vie nocturne et des boutiques de Phuket. La plage est devenue populaire auprès des touristes occidentaux, en particulier européens, à la fin des années 1980. Il a de nombreux hôtels et la région s'est développée en un lieu touristique.

## Histoire

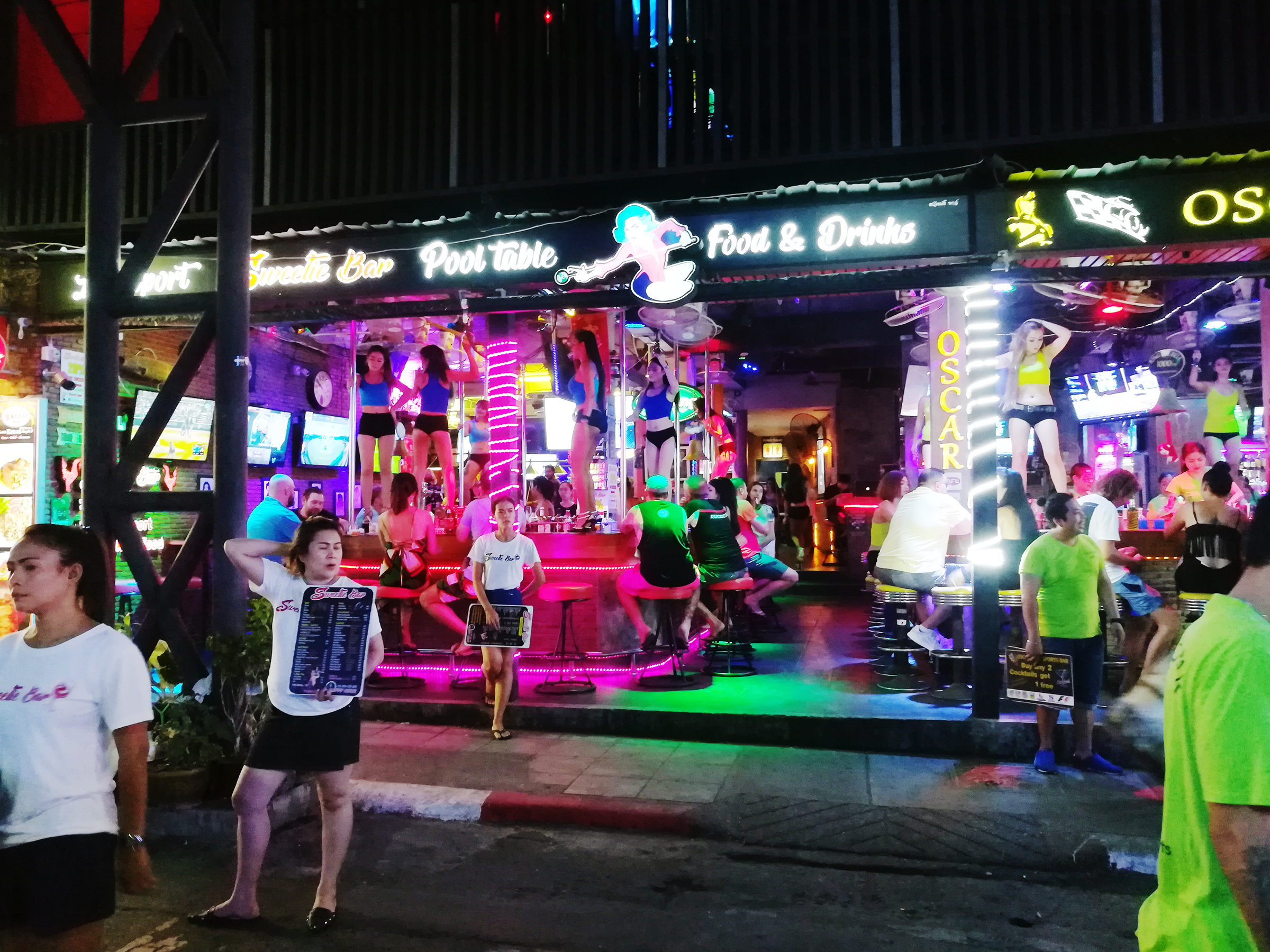
Bars le long de Bangla Road, Patong, en 2018.

La plage de Patong est connue pour sa vie nocturne et sa plage de 2850 mètres qui s'étend sur toute la longueur du côté ouest de Patong. La vie nocturne est centrée sur deux zones principales, Bangla Road et le "Paradise Complex", Bangla Road étant principalement hétéro et Paradise Complex étant gay. Les deux sont bordés de nombreux bars, discothèques et go-go bars. La prostitution en Thaïlande est illégale, mais tolérée, comme c'est le cas à Patong.
Le 26 décembre 2004, Patong Beach ainsi que de nombreuses autres zones le long de la côte ouest de Phuket et de la Thaïlande ont été frappées par un tsunami causé par le tremblement de terre de 2004 dans l'océan Indien. La vague a causé beaucoup de dégâts sur le front de mer et immédiatement à l'intérieur des terres. Une femme a été tuée dans une épicerie en bord de mer, alors qu'elle se trouvait au sous-sol. Patong était l'une des zones les plus touchées de Phuket, bien que la destruction n'ait pas été aussi grave que celle constatée à Khao Lak, à proximité. Patong s'est largement remis du tsunami.
Depuis la fin des années 1990, le quartier est devenu de plus en plus populaire pour les touristes français venus des banlieues populaires des grandes métropoles françaises. L'intérêt initial pour le muay-thai (à travers par exemple la figure de Dida Diafat) s'est rapidement porté vers la vie nocturne et festive du quartier, avec l'installation de nombreux établissements tenus par des Français et à destination de cette population touristique. Selon Alex Kirchhoff, du label Millenium Barclay, Patong « fait désormais partie du circuit de la réussite [de la musique rap], autant que certaines salles de la région parisienne, de Marseille ou de Lyon ». Ce succès est néanmoins accompagné de débordements nombreux (« plus d’une dizaine d’incidents par jour et 5 ou 6 accidents de la circulation quotidiens »), qui ont justifié une intervention du consul de France auprès des autorités de Phuket pour prévenir des délités voire des crimes incluant la conduite de deux-roues sans casque ou sans permis adéquat, des infractions au code de la route assortis de refus d'obtempérer, des blocages de la circulation (comme en 2023 à Rat-U-Thit, une des artères principales de Patong, pour le tournage sauvage d’un clip de rap) ou encore des bagarres avec des locaux ou d'autres touristes.  

### Vie nocturne
Bang-la est considérée comme la rue piétonne la plus populaire de Phuket. Le long de la rue regorge de bars à bière et de go-go bars, ce qui permet aux touristes de rester la nuit entière dans cette zone.

## Galerie

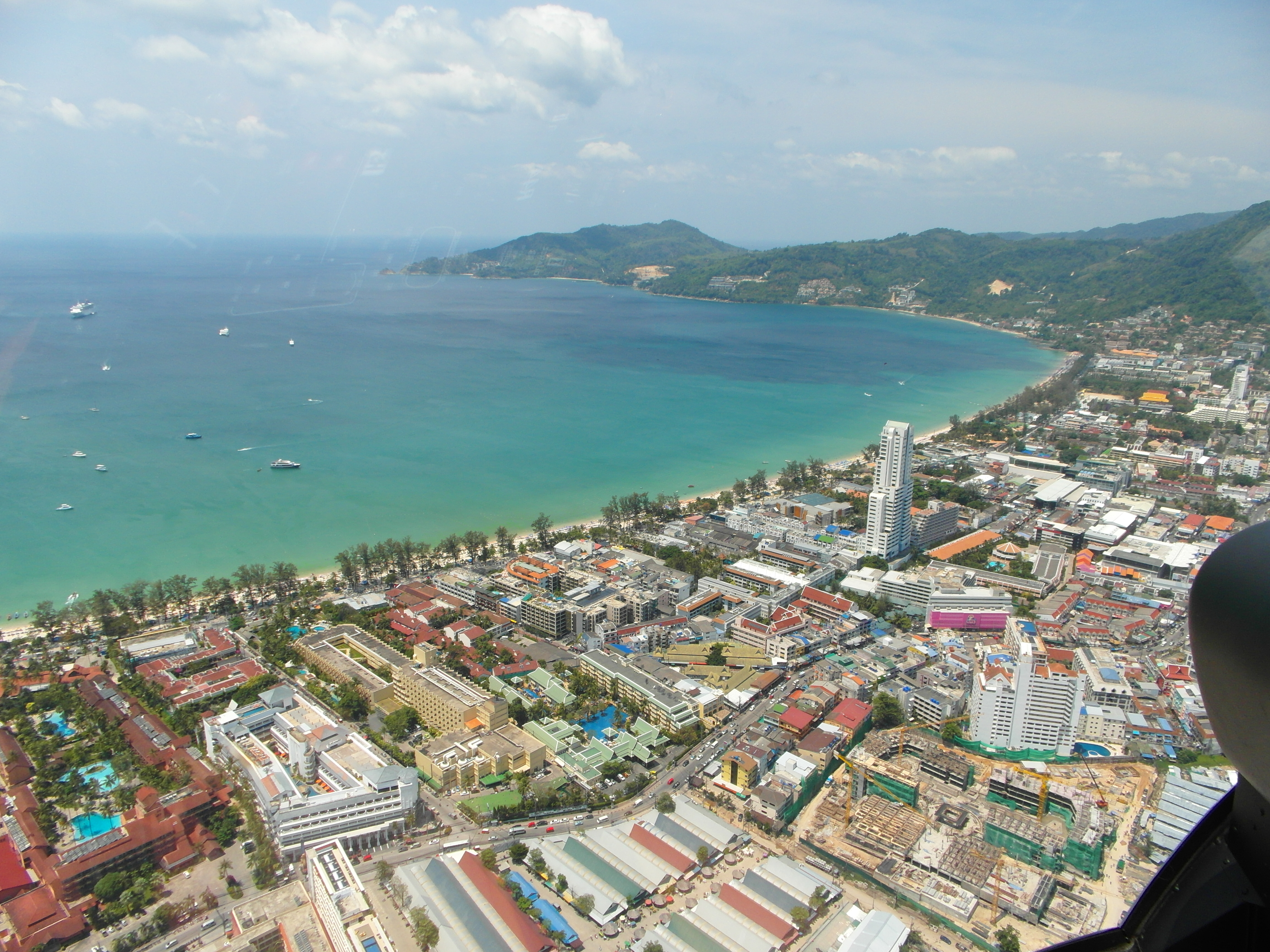
Vue aérienne de Patong.
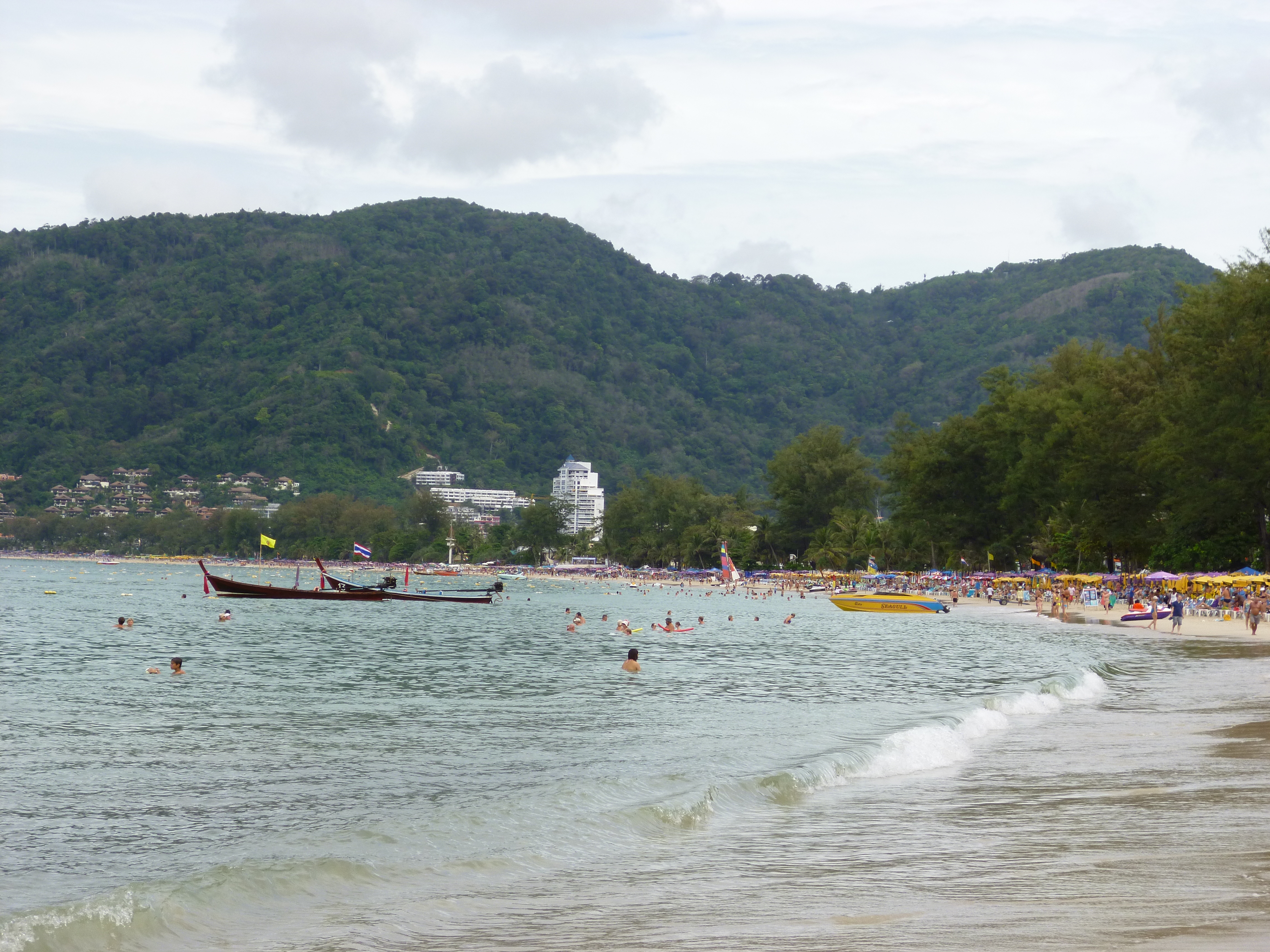
Plage de Patong.
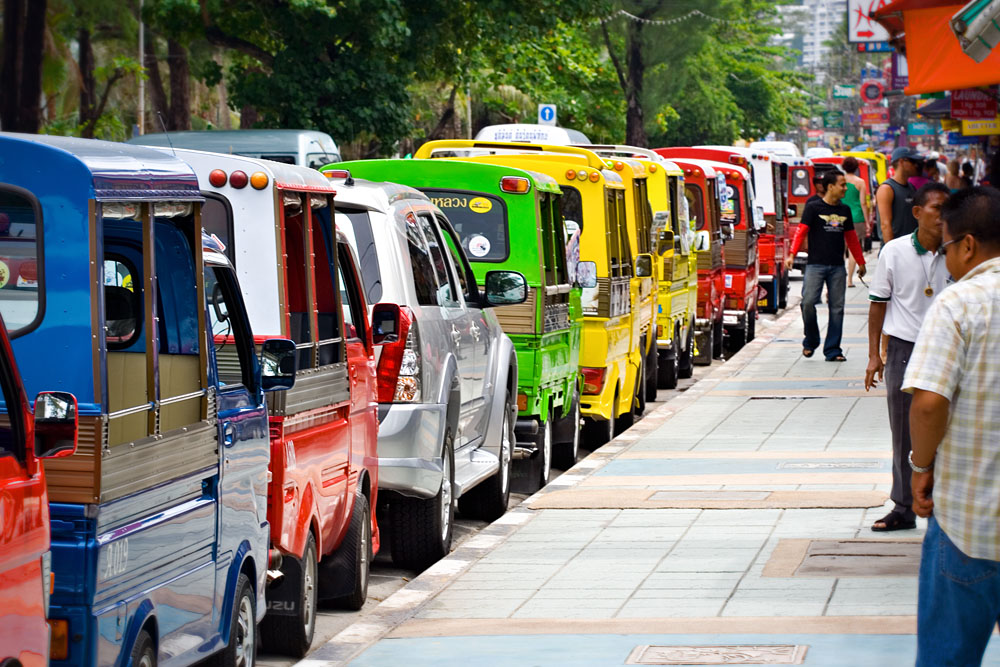
Songthaews, Thawiwong Rd, Patong Beach.
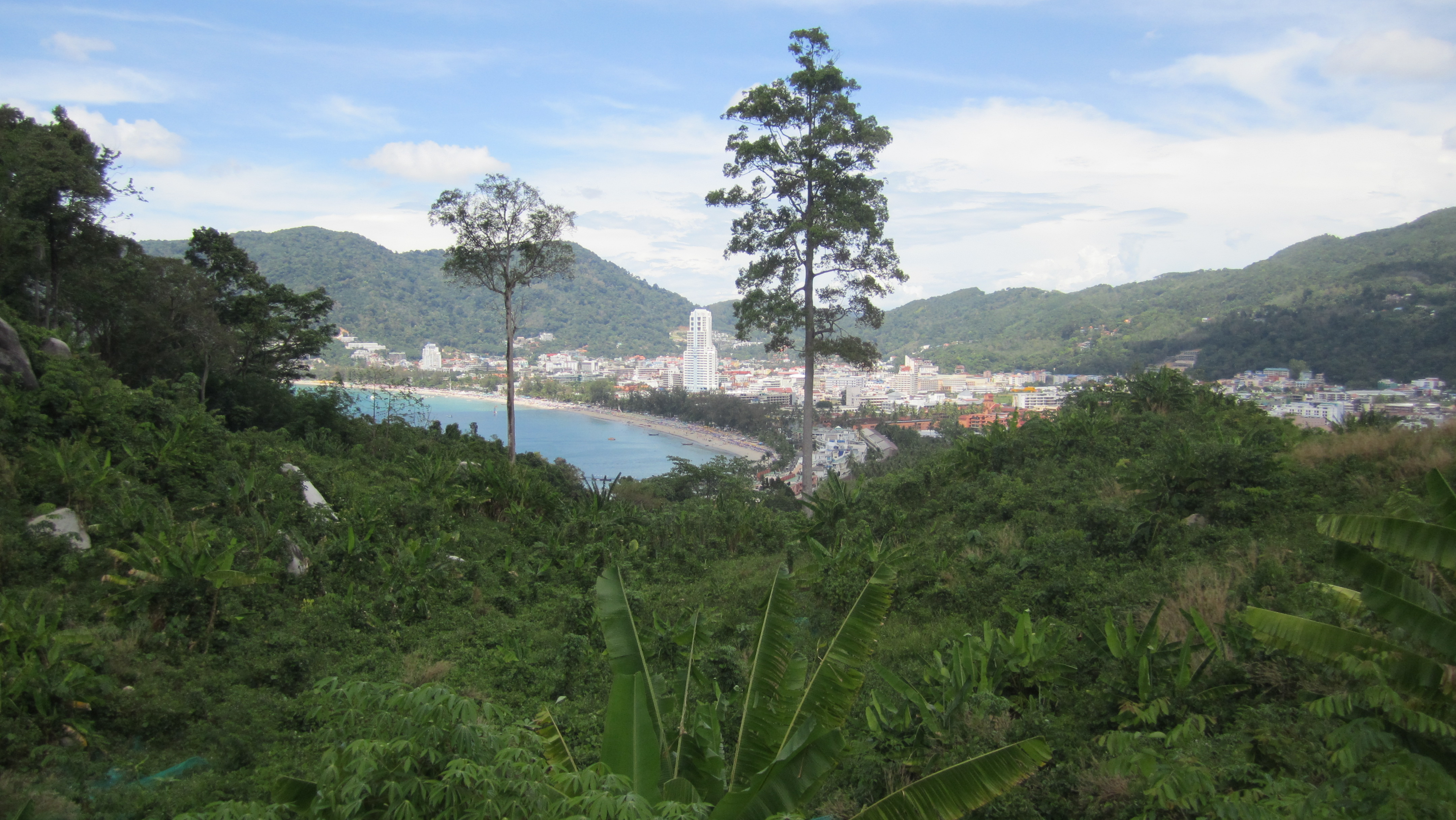
Plage de Patong depuis Thanon Thawiwong.
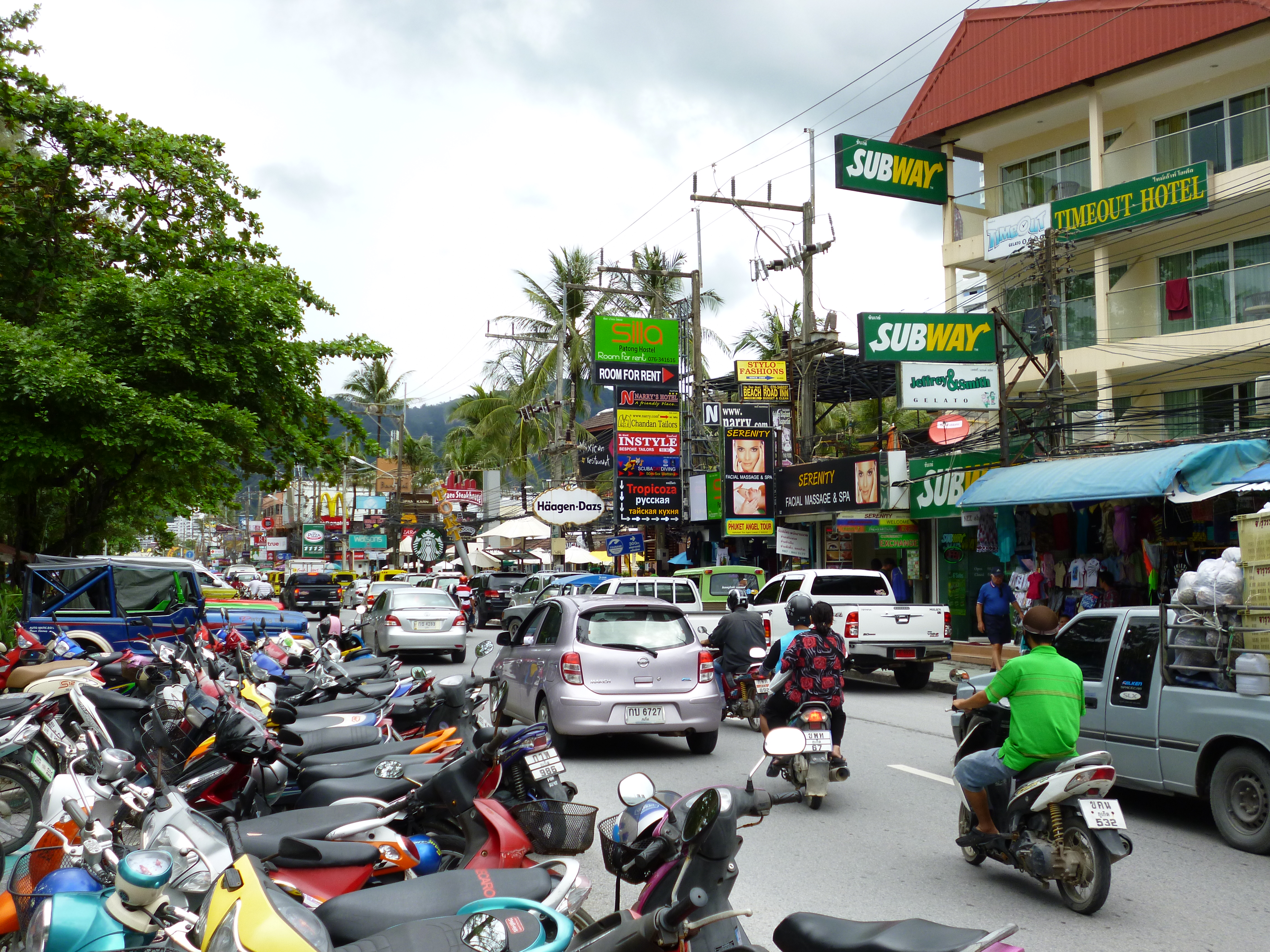
Trafic dans les rues de Patong.
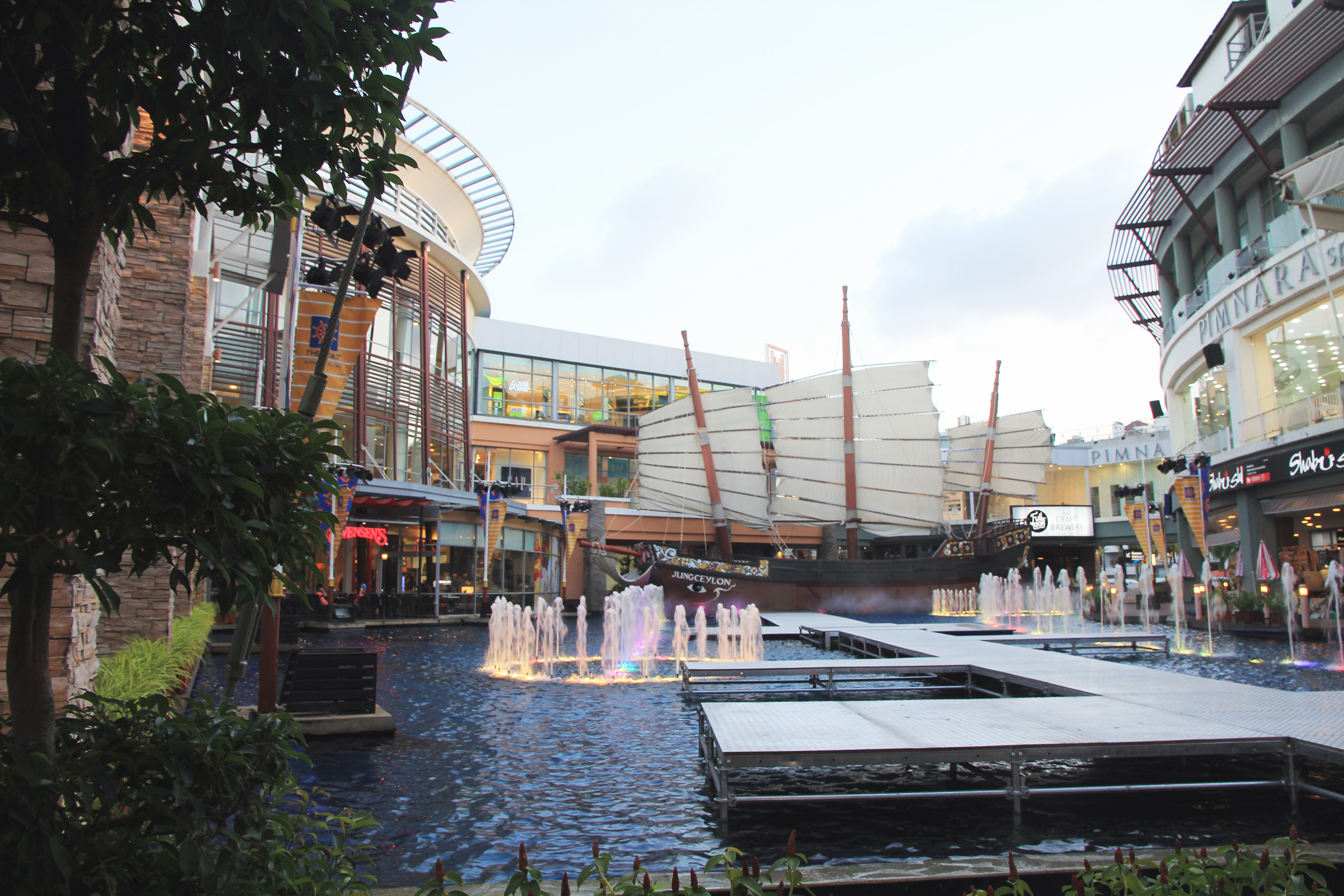
Centre commercial Jungceylon.
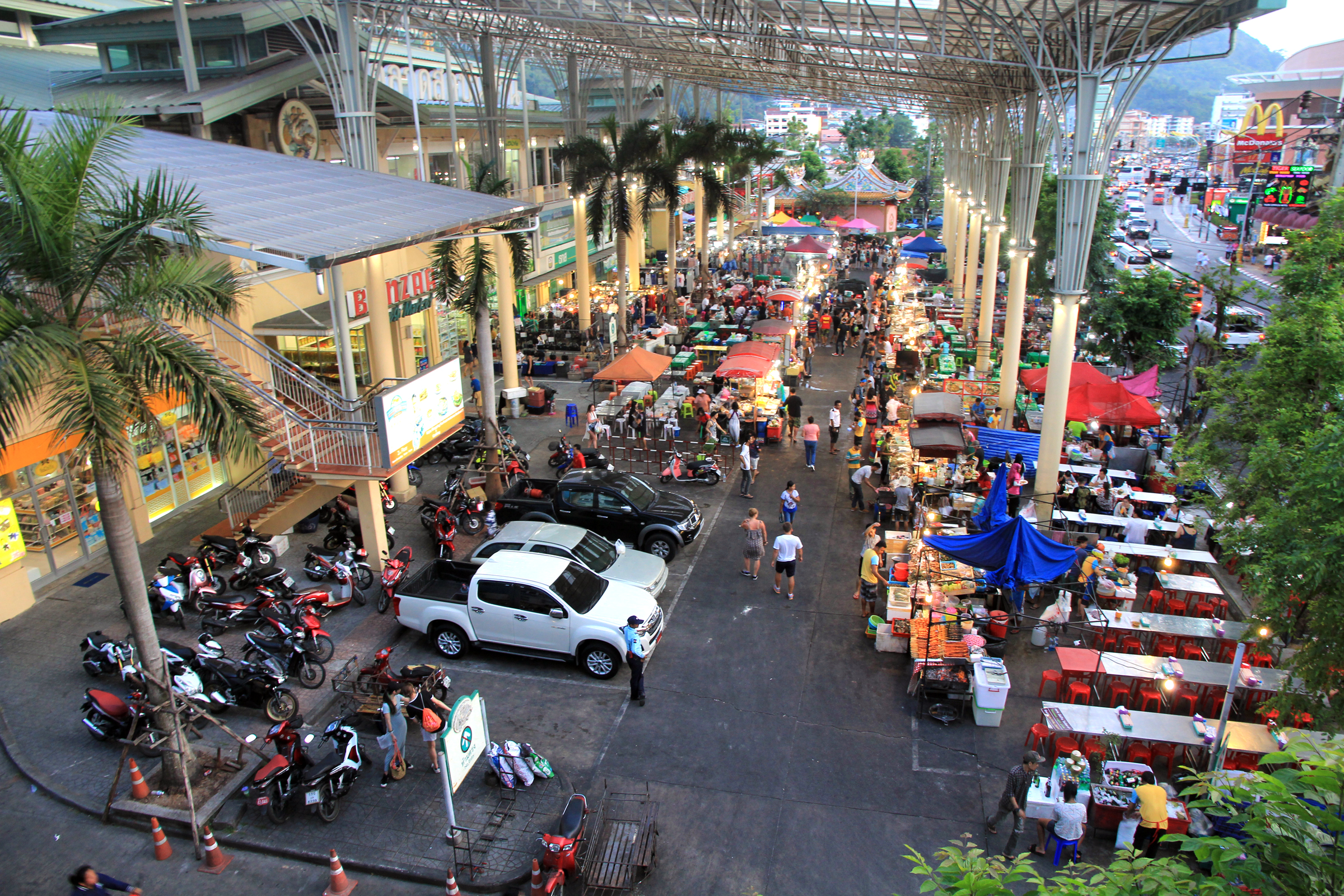
Marché nocturne de Patong.